# Gondiães (Cabeceiras de Basto)
Gondiães ist ein Ort und eine ehemalige Gemeinde im Norden Portugals.
Der Ort ist stark von Auswanderung betroffen. Besonders seit den 1960er Jahren sind Menschen von hier insbesondere nach Mitteleuropa ausgewandert, etwa nach Frankreich und Luxemburg.
Die Gemeindekirche Igreja de São Martinho steht unter Denkmalschutz.

## Verwaltung
Gondiães war Sitz einer gleichnamigen Gemeinde (Freguesia) im Kreis (Concelho) von Cabeceiras de Basto im Distrikt Braga. Die Gemeinde hatte eine Fläche von 21,4 km² und 224 Einwohner (Stand 30. Juni 2011). Ehemaliger Name des Ortes ist Gondiães e Samão.
Drei Ortschaften gehörten zur Gemeinde Gondiães:
- Gondiães
- Samão
- Torneiro

Mit der Gebietsreform vom 29. September 2013 wurden die Gemeinden Gondiães und Vilar de Cunhas zur neuen Gemeinde União das Freguesias de Gondiães e Vilar de Cunhas zusammengeschlossen. Gondiães ist Sitz dieser neu gebildeten Gemeinde.